# Nueva América
Nueva América es una localidad del estado mexicano de Chiapas. Es parte del municipio de Chicomuselo.

## Demografía
| Gráfica de evolución demográfica |
|                                  |

| Censo | Población |
| ----- | --------- |
| 1970  | 228       |
| 1980  | 728       |
| 1990  | 904       |
| 2000  | 932       |
| 2010  | 1 057     |
| 2020  | 1 124     |